# Тягар бути народженим
Тягар бути народженим — науково-фантастичний драматичний фільм 2020 року, знятий Сандрою Воллнер і написаний у співавторстві з нею. Прем'єра відбулася на 70-му Берлінському міжнародному кінофестивалі.

## Про фільм
Досліджується топос штучної людини, поданий у незвичайний спосіб з акцентом на емоційному рівні.
Еллі — андроїд, машина у формі дівчини, а також секс-робот. Еллі живе з Георгом, якого називає «тато». Вони переміщаються протягом літа, плаваючи в басейні вдень, а увечері він бере її з собою в ліжко. Георг створив Еллі з особистої пам'яті, щоб зробити себе щасливим. Спогад, який нічого не означає для неї, а для нього все. Для Еллі це лише програмування, якого вона дотримується.
Коли пізніше вона зустрічає свою реальну модель для наслідування, розгортається одіссея, яка все більше приводить до точки зору Еллі.
Фільм описує «історію машини та привидів, які ми всі носимо в собі»

## Знімались
| Актор              | Роль  |
| ------------------ | ----- |
| Лена Вотсон        | Еллі  |
| Домінік Варта      | Георг |
| Інгрід Буркхард    |       |
| Яна Мак-Кіннон     |       |
| Симон Гатцль       |       |
| Сюзанна Гшвендтнер |       |